# Solenopsis electra
Solenopsis electra är en myrart som beskrevs av Auguste-Henri Forel 1914. Solenopsis electra ingår i släktet eldmyror, och familjen myror. Inga underarter finns listade i Catalogue of Life.